# Helmina von Chézy
Helmina von Chézy, Wilhelmine Christiane de Chézy, (Berlín, 26 de enero de 1783 -Ginebra, 28 de enero de 1856)  fue una periodista y poetisa alemana, conocida sobre todo por escribir el libretto de la ópera Euryanthe (1823) de Carl Maria von Weber y la obra Rosamunde, para la que Franz Schubert escribió la música incidental.

## Obra
- Geschichte der tugendsamen Euryanthe von Savoyen. Leipzig 1804. Libretto
- Leben und Kunst in Paris seit Napoleon I. Weimar 1805-07 (2 vols.)
- Erinnerungen aus meinem Leben, bis 1811 Online
- Neue auserlesene Schriften der Enkelin der Karschin. Heidelberg 1817 * Gedichte. Aschaffenburg 1812 (2 v.)
- Die drei weißen Rosen (in der Urania, 1821)
- Erzählungen und Novellen. Leipzig 1822 (2 vols.)
- Rosamunde
- Stundenblumen. Wien 1824-27 (4 v.)
- Emmas Prüfungen. Heidelberg 1827
- Herzenstöne auf Pilgerwegen. Sulzbach 1833
- Überlieferungen und Umrisse aus Napoleons Tagen, Teil 2-4, in: Der Freihafen 3, N.º 3 y 4, y Der Freihafen 4, N.º I, 1840/41
- Unvergessenes. Leipzig 1859 (2 v.)

- Datos: Q67815
- Multimedia: Helmina von Chézy / Q67815